# NGC 6748
NGC 6748 је ознака објекта на координатама са ректансцензијом 19h 3m 50,0s и деклинацијом + 21° 36" 30'. Открио га је Жан Мари Едуар Стефан, "*". јула 1870. Каснијим посматрањима на том положају није уочен никакав астрономски објекат.